# Skatt i Sverige
I Sverige betalar fysiska personer inkomstskatt inklusive kommunalskatt till den kommun samt den region där personen i fråga är folkbokförd. Kommunalskatten innefattar även regionskatt, förr kallad landstingsskatt. Fysiska personer vars inkomster överstiger en bestämd brytpunkt betalar även statlig skatt på den del av inkomsten som överstiger brytpunkten. Fysiska personer som inte är folkbokförda i Sverige kan vara skyldiga att betala särskild inkomstskatt för utomlands bosatta till staten, så kallad SINK-skatt.  Juridiska personer betalar skatt till staten. Statens aktiviteter för att driva in skatt kallas uppbörd och skatteindrivning. 
Sverige särskiljer sig från andra länder genom en hög indirekt skatt på arbetsinkomster som inte är direkt synliga för arbetstagaren, den så kallade allmänna löneavgiften som tas ut som en del av arbetsgivaravgifterna.
Staten tar även in skatt genom mervärdesskatt (moms) på varor och tjänster, samt genom punktskattning av varor och tjänster. Alla folkbokförda i Sverige betalar en begravningsavgift som kan beskrivas som en skatt.
De olika skatterna fördelade sig 2021 enligt följande:
| Typ av skatt                                           | Andel av totala skatter |
| ------------------------------------------------------ | ----------------------- |
| Direkta och indirekta skatter på inkomster från arbete | 57,1 %                  |
| Mervärdesskatt                                         | 22,1 %                  |
| Skatt på inkomster från kapital                        | 14,6 %                  |
| Punktskatter                                           | 6,1 %                   |

Den i Sverige sedan lång tid tillbaka gällande principen är att Medborgarna sig själva beskatta. Detta medför att det är folkets representanter i Riksdagen som haft den beskattande makten i riket och inte Suveränen vilket länge var vanligast i andra europeiska länder. I och med demokratins införande i Europa under 1900-talet övertogs den flerhundraåriga svenska modellen av ett stort antal stater i Europa vilket medförde att den beskattande makten nu oftast ligger hos parlamentet och hos lokala församlingar (kommuner och regioner).

## Skatter i Sverige
Se även lista över svenska skatter.
Skatt är dels direkt skatt som utgår på taxerad inkomst, förmögenhet och realisationsvinst, dels indirekt skatt i form av punktskatt och mervärdesskatt (moms) på varor och tjänster. Juridiska personer betalar i Sverige statlig inkomstskatt på inkomster i inkomstslaget näringsverksamhet. Ett dödsbo är skattskyldigt för den dödes och dödsboets inkomster. Förutom generella skatter, som inkomstskatt och moms, finns även vissa speciella skatter - till exempel fordonsskatt. Skatter används dels för att erhålla intäkter, dels för att omfördela inkomst och dels som ekonomiskt styrmedel (i synnerhet punktskatter).
Skillnaden mellan skatt och avgift är i allmänhet att skatt går till stat och kommun utan krav på direkt motprestation, medan en avgift är förknippad med en direkt motprestation från staten eller kommunen - exempelvis ska förskoleavgift, vårdavgift, public service-avgift, avgift för körkortstillstånd och pass betalas för att den betalande har ett behov som staten eller kommunen ska uppfylla. Gränsdragningen är inte alltid helt given. Inom arbetsgivaravgiften finns det vissa delavgifter som är med och finansierar pensionssystemet och där arbetstagaren alltså kan förvänta sig en motprestation senare i livet. Andra delavgifter, framför allt den allmänna löneavgiften, är en konventionell skatt.
Ett typhushåll bestående av en ensamstående löntagare med 25 000 kronor i månadslön betalar enligt Institutet för Privatekonomi hos Swedbank 17 200 kronor i skatt när arbetsgivaravgifter, moms och punktskatter räknas med.

### Inkomstskatt
Sverige har tre inkomstskattenivåer (2016): 
- 0 %, för inkomster 0 till 18 800 kr (18 800 = Grundavdrag)
- Cirka 31 % (regionskatt cirka 7 %, kommunalskatt cirka 24 %, med olika nivåer i olika kommuner ): 18 800 till 443 200 kr. (443 200 kr = 430 200 kr (den egentliga skiktgränsen) + 13 000 kr (grundavdrag vid denna bruttoinkomst))
- 31 % + 20 % (statlig skatt): 443 200 kr till 638 800 kr. (638 800 kr = 625 800 kr (den egentliga skiktgränsen) + 13 000 kr (grundavdrag vid denna bruttoinkomst))
- 31 % + 25 % (statlig skatt): 638 800 kr och mer[6]

Individen betalar den angivna procentuella andelen på den del av inkomsten som överstiger beloppsgränserna. Varje ökning i bruttoinkomst resulterar i en högre nettoinkomst. Grundavdraget och jobbskatteavdraget förändras med inkomsten och gör att den effektiva skattesatsen blir flera procentenheter lägre än de ovan angivna på normala inkomster.
Pensionärer kan ha högre inkomster utan att betala statlig inkomstskatt eller förhöjd statlig inkomstskatt. Det beror på att pensionärer har ett högre grundavdrag. 
Ovanstående uträkning bortser från det år 2007 införda jobbskatteavdraget, som sänker inkomstskatten med upp till cirka 26 000 kr/år för arbetsinkomster (personer under 65 år). För personer över 65 år är det maximala jobbskatteavdraget cirka 30 000 kr/år. 
Slutlig skatt är summan av de skatter och avgifter som en skattskyldig ska betala enligt inkomst- och förmögenhetstaxeringen. I samband med den årliga beskattningen bestämmer Skatteverket hur den slutliga skatten ska beräknas, vilka skatter och avgifter som den skattskyldige ska betala. Skatteverket underrättar den skattskyldiga varje beskattningsår om den slutliga skatten och hur mycket de ska få tillbaka eller hur mycket de ska betala.
Särskild A-skatt innebär att arbetsgivaren drar av skatten från den lön som betalas ut, medan den skattskyldige själv betalar in den skatt som inte täcks av det avdraget. Den skattskyldige är då själv ansvarig för att betala in skatten senast den aktuella förfallodagen (oftast den 12 i varje månad). Särskild A-skatt är vanligast för:
- delägare i handelsbolag eller kommanditbolag som betalar skatt och egenavgifter på sin andel av bolagets överskott
- näringsidkare eller företag som inte ansökt om eller kan få godkännande för F-skatt, eller som fått det återkallat
- personer som ska betala skatt för fastigheter, kapitalinkomster eller annat som inte täcks av de skatteavdrag som arbetsgivare, pensionsutbetalare och kreditinstitut gör
- den som har en utländsk arbetsgivare utan fast driftställe i Sverige och som själv ska betala in skatt i Sverige.

### Arbetsgivaravgift
Sverige har en arbetsgivaravgift enligt följande:
| Avgift                     | Procent |
| -------------------------- | ------- |
| Ålderspensionsavgift       | 10,21 % |
| Efterlevandepensionsavgift | 0,60 %  |
| Sjukförsäkringsavgift      | 3,55 %  |
| Arbetsskadeavgift          | 0,20 %  |
| Föräldraförsäkringsavgift  | 2,60 %  |
| Arbetsmarknadsavgift       | 2,64 %  |
| Allmän löneavgift          | 11,62 % |
| Summa                      | 31,42 % |

#### Aktuella arbetsgivaravgifter
- För anställda som är födda 1938 till 1955 ska ålderspensionsavgift betalas med 10,21 %.
- För anställda som är födda efter 1956 är arbetsgivaravgifterna 31,42 %.
- För ungdomar som har fyllt 18 men inte 23 år vid årets ingång, alltså de som är födda 1998 till 2002, har riksdagen beslutat om sänkt arbetsgivaravgift från januari 2021 till mars 2023. Arbetsgivaravgiften är 19,73 % på ersättning upp till 25 000 kronor per månad. På ersättning över 25 000 kronor är arbetsgivaravgiften 31,42 %.
- För ungdomar som har fyllt 15 men inte 18 år vid årets ingång, ska arbetsgivaren bara betala ålderspensionsavgiften på 10,21 % för ersättningar upp till 25 000 kronor per månad. På ersättning över 25 000 kronor är arbetsgivaravgiften 31,42 %.[8]

### Punktskatter
Punktskatter tas ut på framför allt fyra typer av produkter:
- Alkohol
- Tobak
- Fordon
- Energi (i form av bl.a. drivmedels- och elskatter)

## Svenska skatter i ett internationellt perspektiv
Sverige har hög marginalskatt för höginkomsttagare.  Fastighetsavgiften för småhus (vilket i princip är alla radhus och fristående villor) har ett tak på max 0,75 % av fastighetsvärdet (OECD: 5,6 %). Sverige har ingen arvskatt, förmögenhetsskatt eller gåvoskatt. Skatter på kapital ligger i den övre halvan av OECD-länder.
I Sverige betalar arbetsgivaren en stor del av skatten i form av en arbetsgivaravgift. Denna ligger på 31,42 % för alla inkomstnivåer.
Det är dessutom svårt att jämföra skatter i Sverige med skatter i andra länder eftersom det är olika vad som finansieras med skatterna. I en del länder betalar löntagare exempelvis sociala avgifter utöver inkomstskatten. I Tyskland exempelvis betalar vanliga löntagare inkomstskatt plus sociala avgifter för sjukförsäkring, arbetslöshetsförsäkring, och så vidare. Därmed blir jämförelser mellan olika länder svåra respektive inte helt korrekta om man bara tar hänsyn till skattekvoten utan att ta hänsyn till vilka andra avgifter som måste betalas.
Även om direkta jämförelser mellan länders skattekvoter är behäftade med vissa problem så är skattekvoten ändå användbar för jämförelser, framför allt över tid. Ökar skattekvoten i ett land eller en grupp av länder så indikerar det att skattebördan ökar. Om skattekvoten minskar så tyder det på minskad skattebörda.

## Historia
Se även Kategori:Historiska svenska skatter, Sveriges ekonomiska historia
Gärdetal var i äldre tider ett uppbördsdistrikt under en så kallad gärdeman.

### Skattereformer
1990 påbörjades en genomgripande skattereform i Sverige. Det var socialdemokraterna som startade reformen men den avslutades av den borgerliga regeringen Bildt. Reformen kallas ibland skatteomläggningen eller skattereformen -91. Skatteskalorna för inkomstskatt justerades så att högsta marginalskatt blev 50 procent, enligt devisen "hälften kvar". Samtidigt breddades skattebasen. Skattesystemet förenklades, bland annat genom att flera skatter avskaffades i samband med skattereformen. Senare infördes dock ytterligare en statlig skattenivå på ytterligare 5 %, den så kallade värnskatten. Stora förändringar gällde även företagens beskattning. Socialdemokratin hade bland annat skapat ett system där det var nästan skattefritt för företagen att investera i den egna verksamheten medan vinstuttag beskattades väldigt hårt. I och med skattereformen försökte man skapa skatteneutralitet mellan olika former av vinstuttag, löneformer etcetera.
Utvecklingen har fortsatt i samma riktning även under senare socialdemokratiska regeringar med skattelättnader för fåmansföretag och enmansföretag, slopande av arvsskatten och gåvoskatten osv.

### Datorisering
Den 1 juli 1963 gavs Statskontoret i uppdrag att hantera statens behov av datorer och datorsystem. År 1967 fick myndigheten i uppdrag att granska hela skatteförvaltningen vilket efter tre år utmynnade i en skarp kritik av hur systemet sköttes: bland annat granskades deklarationer av lekmän på fritiden. Statskontoret förordade att deklarationer skulle granskas med ADB-stöd (datorstöd) och rationaliseras samt centraliseras vilket ledde till det så kallade RS-projektet åren 1975-1979. I projektet som drevs av Olli Aronsson centraliserades statens skatteregister till ett stordatorsystem från Unisys anslutet till c:a 600 Alfaskop-terminaler runt om i landet. Det nya systemet togs i drift den 1 januari 1979.

## Framtiden

### EU och momsen
EU:s harmoniseringsarbete ska egentligen inte beröra skattesystemet, men när det gäller moms ställer EU ändå vissa krav på medlemsländerna eftersom medlemsavgiften till EU beräknas på grundval av momsintäkterna. 